# コロンビア盆地

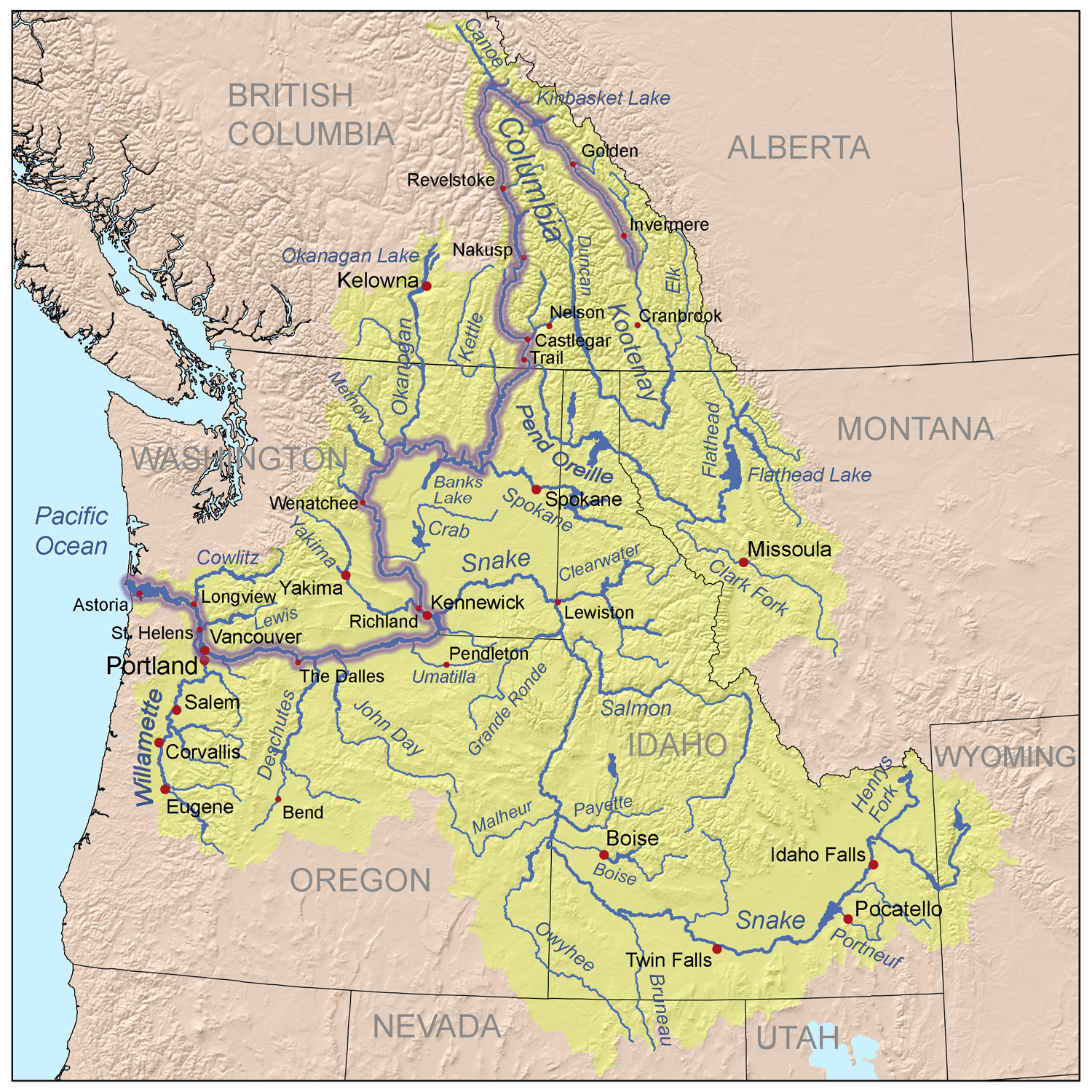
コロンビア盆地

座標: 北緯46° 西経116° / 北緯46度 西経116度
コロンビア盆地（英: Columbia Basin）は、アメリカ合衆国にある盆地。ワシントン州南部とオレゴン州北部に跨り、コロンビア川台地の低所に当たる。主な都市にペンドルトンやザ・ダルズなど。ワシントン州では最大の河川盆地であり、国内では5番目の大きさを持つ農業地帯となっている。土壌はほとんどが氷河時代に起きた洪水で堆積した沖積型である。